# Glasberg (Fichtelgebirge)
Der Glasberg ist eine bewaldete Anhöhe im Fichtelgebirge. Sein Gipfel liegt auf 628 m ü. NHN im südlichsten Teil des Kohlwalds nordwestlich von Waldsassen in der Oberpfalz.

## Geschichte
An der Ostseite verlief in früheren Jahren eine wichtige Straße nach Eger (Cheb).

## Bauwerke
Früher standen dort Kohlenmeiler für die Eisenverhüttung in Arzberg (Oberfranken). In der Sattelmulde zum benachbarten Dietzenberg steht die Dreifaltigkeitskirche Kappl (599 m ü. NHN).

## Karten
- Fritsch Wanderkarte 1:50.000, Blatt 52, Naturpark Fichtelgebirge – Steinwald